# Barbara Olson
Barbara Kay Olson (27 tháng 12 năm 1955 – 11 tháng 9 năm 2001) là một luật sư người Mỹ và là nhà bình luận truyền hình bảo thủ từng làm việc cho CNN, Fox News Channel và một số kênh khác. Cô là hành khách trên Chuyến bay 77 của American Airlines đang trên đường đến buổi ghi hình chương trình truyền hình Politically Incorrect  trong Sự kiện 11 tháng 9.

## Tiểu sử

### Thiếu thời
Olson sinh ra với tên Barbara Kay Bracher tại Houston, Texas, vào ngày 27 tháng 12 năm 1955. Chị gái của cô, Toni Bracher-Lawrence, là thành viên của Hội đồng thành phố Houston từ năm 2004 đến năm 2010. Cô tốt nghiệp Trường trung học Waltrip năm 1972.

### Sự nghiệp
Cô khởi đầu sự nghiệp của mình với vai trò là vũ công ba lê, sau đó cô làm phim. Cô sau này học luật và tốt nghiệp Trường luật Cardozo vào năm 1989.
Cô công tác tại Văn phòng Cố vấn Pháp lý của Bộ Tư pháp Hoa Kỳ với tư cách là công tố viên liên bang tại Văn phòng Luật sư Hoa Kỳ tại Washington, DC. Năm 1995, cô trở thành Luật sư trưởng của Quốc hội điều tra nhiều vụ bê bối Nhà Trắng dưới thời Clinton, bán hai cuốn sách bán chạy thời đó chỉ trích nhà Clinton. Năm 1996, cô lấy Tổng chưởng lý Theodore Olson.
Cô xuất hiện lần cuối trên truyền hình vào ngày 9 tháng 9 năm 2001.

## Cái chết
Olson là hành khách trên Chuyến bay 77 của American Airlines trên ghế 3E, đang trên đường đến buổi ghi hình chương trình Politically Incorrect ở Los Angeles. Cô dự định ban đầu bay đến California vào ngày 10 tháng 9, nhưng cô đã đợi đến ngày hôm sau để có thể thức dậy cùng chồng vào đúng ngày sinh nhật của anh ấy, ngày 11 tháng 9.
Trên máy bay, cô gọi cho chồng lúc 9:18 và 9:30. Cô nói với chồng rằng máy bay đã bị không tặc, bọn không tặc có mang dao rọc giấy và dao bếp, cuối cùng cô đề nghị chồng bảo phi công nên làm gì và cúp máy. 
Ba tháng sau vụ tấn công, hài cốt của Olson đã được xác định. Cô được chôn cất tại nơi nghỉ dưỡng của gia đình cô ở Wisconsin. Tại Đài tưởng niệm quốc gia ngày 11 tháng 9, tên của Olson được đặt trên Bảng S-70 của Hồ Nam, cùng với tên của những hành khách khác trên Chuyến bay 77.